# Remigiusz Mróz
Remigiusz Mróz (Opole, Polonia; 15 de enero de 1987) es un abogado y escritor polaco, autor de varias novelas y serie de artículos “El curso de escritura”. En 2016 ganó el premio polaco (El Premio de los lectores de gran calibre) por la novela titulada Kasacja (“Casación”). En 2017 se dio a conocer como Ove Løgmansbø, el autor de tres novelas más.

## Biografía
Asistió al Instituto en Opole. Se graduó con honores de la Universidad de Leon Koźmiński en Varsovia y en 2015 recibió el título de doctor de ciencias jurídicas de la Faculdad del Derecho de la misma universidad. Es autor de varios artículos científicos, laureado del concurso de Cámara de Comercio polaca y embajador de la campaña contra la violencia de género “Kocham. Szanuję” (Amo. Respeto).
En 2016 fue el primer escritor polaco en recibir una doble nominación al premio polaco Nagroda Wielkiego Kalibru del Festival Internacional de las Novelas de Misterio, por sus novelas Kasacja (Casación) y Zaginięcie (Desaparición).
El estudio nacional de la lectura realizado por Biblioteca Nacional de Polonia en 2019 le reconoció como el autor más popular en Polonia, u uno de los tres más leídos en los años 2017-2018.

## Obras
Sus novelas pertenecen a varios géneros literarios (novelas históricas, novelas de misterio y suspenso y de ciencia ficción). Todas se caracterizan por suspense y acción rápida. En sus novelas Mróz plantea los temas sociales, como el problema del refugio, las minorías nacionales o la violencia doméstica. Sus libros son traducidos entre otros al alemán, checo, japonés y húngaro. Según el semanario Wprost en 2019 fue el autor con más ingresos en Polonia.

#### La serie con el inspektor Wiktor Forst
1. Exposición, Editorial: Filia, Poznań 2015[12]
2. Przewieszenie, Editorial Filia, Poznań 2016[13]
3. Travesía, Editorial Filia, Poznań 2016[14]
4. Denivelación, Editorial Filia, Poznań 2017[15]
5. Derrumbe, Editorial Filia,Poznań 2018[16]
6. Halny, Editorial Filia, Poznań 2020[17]

#### La serie con Joanna Chyłka
1. Casación, Wydawnictwo Czwarta Strona, Poznań 2015[18]
2. Desaparición, Wydawnictwo Czwarta Strona, Poznań 2015[19]
3. Revisión, Wydawnictwo Czwarta Strona, Poznań 2016[20]
4. Inmunidad, Wydawnictwo Czwarta Strona, Poznań 2016[21]
5. Vigilancia, Wydawnictwo Czwarta Strona, Poznań 2017[22]
6. Acusación, Wydawnictwo Czwarta Strona, Poznań 2017[23]
7. Testamento, Wydawnictwo Czwarta Strona, Poznań 2018[24]
8. Justificación, Wydawnictwo Czwarta Strona, Poznań 2018[25]
9. Condonación, Wydawnictwo Czwarta Strona, Poznań 2019[26]
10. Sentencia, Wydawnictwo Czwarta Strona, Poznań 2019[27]
11. Extradición, Wydawnictwo Czwarta Strona, Poznań 2020[28]
12. Precedente, Wydawnictwo Czwarta Strona, Poznań 2020[29]
13. Afecto, Wydawnictwo Czwarta Strona, Poznań 2021[30]

#### TrylogiaParabellum
1. La velocidad del escape, Instytut Wydawniczy Erica, Warszawa 2013[31]
2. El Horizonte de los sucesos, Instytut Wydawniczy Erica, Warszawa 2014[31]
3. La profundidad de singularidad, Wydawnictwo Czwarta Strona, Poznań 2016[32]

#### La serie „Las esferas del poder”
1. Moción de censura, Wydawnictwo Filia, Poznań 2017[33]
2. Mayoría absoluta, Wydawnictwo Filia, Poznań 2017[34]
3. El poder absoluto, Wydawnictwo Filia, Poznań 2018[35]

#### La serie con Damian Werner
1. Desaparecida, Wydawnictwo Filia, Poznań 2018[36]
2. Insecrutable, Wydawnictwo Filia, Poznań 2019[37]

#### La serie con Seweryn Zaorski
1. Las cartas desde la tumba, Wydawnictwo Filia, Poznań 2019[38]
2. Las vocem del inframundo, Wydawnictwo Filia, Poznań 2020[39]
3. Susurros fuera de nada, Wydawnictwo Filia, Poznań 2021[40]

#### La serie con Gerard  Edling
1. Conductista, Wydawnictwo Filia, Poznań 2016[41]
2. Ilusionista, Wydawnictwo Filia, Poznań 2019[42]

#### Ciencia Ficción
1. El Coro de las voces olvidadas, Wydawnictwo Genius Creations, Bydgoszcz 2014[43]
2. Eco del abismo, Wydawnictwo Czwarta Strona, Poznań 2020[44]

#### Otras novelas
- Torre del silencio, Wydawnictwo Damidos, Katowice 2013[45]
- Las bufandas turquesas, Wydawnictwo Bellona, Warszawa 2014[46]
- A la sombra de la ley, Wydawnictwo Czwarta Strona, Poznań 2016[47]
- El sol que no saldrá, Wydawnictwo Czwarta Strona, Poznań 2016[48]
- La Virgen Negra, Wydawnictwo Czwarta Strona, Poznań 2017[49]
- Hashtag, Wydawnictwo Czwarta Strona, Poznań 2018[50]
- Vuelo 202, Wydawnictwo Filia, Poznań 2020[51]
- Barrio RZNiW, Wydawnictwo Czwarta Strona, Poznań 2020[52]

#### Las novelas publicadas como Ove Løgmansbø – Trylogía de las Islas Feroe =
1. Enclave, Wydawnictwo Dolnośląskie, 2016[53]
2. Pesca, Wydawnictwo Dolnośląskie, 2016[54]
3. Transbordador, Wydawnictwo Dolnośląskie, 2017[55]

#### Otras
- Sobre escribir con la mente fría, Wydawnictwo Czwarta Strona, Poznań 2018[56]